# Sweet Kisses
Sweet Kisses è l'album di debutto della cantante statunitense Jessica Simpson, pubblicato il 23 novembre 1999.

## Tracce
1. I Wanna Love You Forever – 4:24 (Sam Watters, Louis Biancaniello)
2. I Think I'm in Love with You – 3:18 (Cory Rooney, Dan Shea, John Mellencamp)
3. Where You Are (feat. Nick Lachey) – 4:32 (Watters, Biancaniello, Adamantia Stamatopoulou, Lachey)
4. Final Heartbreak – 3:40 (Eric Foster White)
5. Woman in Me (feat. Destiny's Child) – 3:51 (Meja Beckman, Anders Bagge)
6. I've Got My Eyes on You – 3:34 (Paul Rein, Johan Åberg)
7. Betcha She Don't Love You – 4:13 (Sturken, Rogers)
8. My Wonderful – 4:13 (London Jones, Dwight Sills)
9. Sweet Kisses – 3:23 (Andy Goldmark, Jamie HoustonJ. D. Hicks)
10. Your Faith in Me – 4:24 (Dane DeViller, Sean Hosein, Ty Lacy)
11. Heart of Innocence – 4:55 (Simpson, Gary Baker, Frank Joseph Meyers, Paula Carpenter)

Tracce aggiunte nella versione inglese
1. Did You Ever Love Somebody – 3:54 (Marsha Malamet, Liz Vidal)
2. I Can, I Will – 4:28 (Houston, Nevil)
3. You Don't Know What Love Is – 4:21 (Sturken, Rogers)

## Classifiche

### Classifiche settimanali
| Classifica (1999-00) | Posizione massima |
| -------------------- | ----------------- |
| Austria              | 43                |
| Belgio (Fiandre)     | 45                |
| Finlandia            | 40                |
| Germania             | 44                |
| Giappone             | 16                |
| Norvegia             | 4                 |
| Paesi Bassi          | 55                |
| Regno Unito          | 36                |
| Stati Uniti          | 25                |
| Svezia               | 55                |
| Svizzera             | 5                 |

### Classifiche di fine anno
| Classifica (2000) | Posizione |
| ----------------- | --------- |
| Stati Uniti       | 51        |